# Santa Gadea de Alfoz
Santa Gadea de Alfoz ist ein spanischer Ort in der Provinz Burgos der Autonomen Gemeinschaft Kastilien und León. Santa Gadea de Alfoz ist der Hauptort der Gemeinde Alfoz de Santa Gadea.

## Sehenswürdigkeiten
- Spätromanische Kirche San Andrés, die im 17. Jahrhundert umgebaut wurde.
- Ermita de Santa Gadea, nördlich des Ortes gelegen, erbaut im 12. Jahrhundert
- Ermita San Roque